# 첫사랑은 못잊어
첫사랑은 못잊어는 1983년 공개된 대한민국의 영화이다.

## 배역
- 장미희
- 이영하
- 김진규
- 진수경
- 오영화
- 문미봉
- 김신면